# Polymorphida
Polymorphida är en ordning av hakmaskar. Polymorphida ingår i klassen Palaeacanthocephala, fylumet hakmaskar och riket djur.
Kladogram enligt Catalogue of Life:
| Polymorphida | \| \| Centrorhynchidae \| \| \| \| \| \| Plagiorhynchidae \| \| \| \| \| \| Polymorphidae \| \| \| \| |
|              | \| \| Centrorhynchidae \| \| \| \| \| \| Plagiorhynchidae \| \| \| \| \| \| Polymorphidae \| \| \| \| |
|              | Echinorhynchida                                                                                       |
|              | |
|              | Centrorhynchidae                                                                                      |
|              | |
|              | Plagiorhynchidae                                                                                      |
|              | |
|              | Polymorphidae                                                                                         |
|              | |

|  | Centrorhynchidae |
|  |                  |
|  | Plagiorhynchidae |
|  |                  |
|  | Polymorphidae    |
|  |                  |